# 물음낭종
물음낭종(영어: hydrocele, hydrocoele)은 고환을 둘러싸는 초막 내에 장액이 고이는 질병이다. 음낭수종(陰囊水腫)이라고도 한다.

## 같이 보기
- 고환